# Quimistán
Quimistán es un municipio del departamento de Santa Bárbara en la República de Honduras. El municipio más poblado del departamento.
Localizado en el departamento de Santa Bárbara, Quimistán es un municipio cuya superficie es de 745,00 km²  y tiene una población de 29,659 Habitantes (39,8 hab./km²)

## Toponimia
El topónimo Quimistán es de origen Precolonial y significa «Tierra de abundante agua». 

## Límites
El municipio limita: 
| Orientación | Límite                                 |
| ----------- | -------------------------------------- |
| Norte       | Municipio de San Pedro Sula, Cortés    |
| Norte       | República de Guatemala                 |
| Sur         | Municipio de San Marcos, Santa Bárbara |
| Sur         | Municipio de Petoa, Santa Bárbara      |
|             | Municipio de Villanueva, Cortés        |
| Este        | Municipio de San Pedro Sula, Cortés    |
| Oeste       | Municipio de Azacualpa, Santa Bárbara  |
| Oeste       | Municipio de Macuelizo, Santa Bárbara  |

El municipio cubre un área de 745.3 km².

## Historia
En 1791, El poblado formaba parte del Curato de Petoa]
En 1825, formaba parte del Partido de San Pedro (hoy la ciudad de San Pedro Sula).
Pero el 28 de junio de 1825 fue fundado oficialmente como municipio del departamento de Santa Bárbara. 
Su cabecera municipal fue declarado como ciudad vía Decreto No. 78-2019 en el Congreso Nacional en el 20 de octubre del año 2019.

## Población
De acuerdo al ascenso oficial de 2021, tiene una población de 60.135 habitantes.

## Turismo

### Fiesta Patronal
Las fiestas patronales son celebradas en el mes de junio en honor a San Juan Bautista, el 24 de Junio es el día de su conmemoración según la Iglesia Católica influyente en la región.

## Economía

Vista aérea del Parque Industrial Green Valley, ubicado en el Sector de Naco del Municipio de Quimistán

Dentro de las actividades productivas y económicas que se desarrollan en el municipio, se destacan las siguientes: ganadería en gran escala, seguida del cultivo del café, cardamomo, la explotación de la madera, y en último lugar, la producción de granos básicos.
También se destaca el sector industrial dentro del municipio, ya que cuenta con una zona de maquilas llamada como Parque Industrial Green Valley, que se destaca en la elaboración de productos textiles, componentes automotrices y electrónica.

## División Política
Aldeas: 40 (2013)
Caseríos: 263 (2013)
| Código | Aldea                           |
| ------ | ------------------------------- |
| 161801 | Quimistán                       |
| 161802 | Agua Sucia                      |
| 161803 | Aldea Nueva o La Divisoria      |
| 161804 | Buenos Aires                    |
| 161805 | Camalote                        |
| 161806 | Correderos                      |
| 161807 | El Aguacate                     |
| 161808 | El Chaguite                     |
| 161809 | El Higuerito                    |
| 161810 | El Tablón                       |
| 161811 | La Acequia                      |
| 161812 | La Ceibita                      |
| 161813 | La Mina                         |
| 161814 | La Montañita                    |
| 161815 | Nueva Esperanza                 |
| 161816 | Laguna del Carmen               |
| 161817 | Las Crucitas                    |
| 161818 | Las Flores de Río Chiquito      |
| 161819 | Milpa Arada                     |
| 161820 | Naco                            |
| 161821 | Nueva Esperanza de Río Chiquito |
| 161822 | Ocotal Tupido                   |
| 161823 | Pichinel                        |
| 161824 | Pinalejo                        |
| 161825 | Río Blanco                      |
| 161826 | San Isidro                      |
| 161827 | San José del Cacao              |
| 161828 | San Juan del Sitio              |
| 161829 | San Miguel del Paso Viejo       |
| 161830 | Santa Cruz Minas                |
| 161831 | Tierra Amarilla                 |
| 161832 | Concepción del Liston           |
| 161833 | El Pinal                        |
| 161834 | Vista Hermosa                   |
| 161835 | Col. Brisas del Campo           |
| 161836 | Río Chiquito                    |
| 161837 | El Venado                       |
| 161838 | El Porvenir o El Descanso       |
| 161839 | Unión Frontera                  |
| 161840 | Buena Vista                     |

## Deportes
El Municipio es representado en la Liga De Ascenso Hondureña por el Club Deportivo San Juan.